# Робин Вилијамс
Робин Маклорин Вилијамс (енгл. Robin McLaurin Williams; Чикаго, 21. јул 1951 — Тиберон, 11. август 2014) био је амерички глумац и стендап комичар.

## Биографија
Пажњу јавности привукао је крајем седамдесетих и почетком осамдесетих година 20. века улогом у ситкому Морк и Менди, која му је донела Златни глобус и номинацију за награду Еми. По завршетку серије, изградио је успешну каријеру као филмски глумац.
Иако је широј публици на првом месту познат као комичар, Вилијамс је неке од најхваљенијих улога у каријери остварио у драмама Добро јутро, Вијетнаме (1987), Друштво мртвих песника (1989), Буђења (1990), Краљ рибара (1991) и Добри Вил Хантинг (1997), која му је донела награду Оскар за најбољег глумца у споредној улози.
Често је наступао у популарним породичним комедијама, међу којима су Попај (1980), Кука (1991), Госпођа Даутфајер (1993), Џуманџи (1995) и Ноћ у музеју (2006). Позајмљивао је глас у цртаћима Аладин (1992), Роботи (2005) и Плес малог пингвина (2006), као и у научнофантастичном филму Вештачка интелигенција Стивена Спилберга.
Истакао се и у филмовима Кавез за лудаке (1996), Инсомнија (2002) и Забрањене фотографије (2002), а 2013. се вратио на телевизију улогом Сајмона Робертса у серији Луда екипа телевизијске мреже Си-Би-Ес.
Три пута је био номинован за награду Оскар, коју је освојио једном (за улогу у филму Добри Вил Хантинг). Такође је добитник два Емија, четири Златна глобуса, две Награде Удружења глумаца и пет Гремија.
Вилијамс је преминуо 11. августа 2014. у Округ Марин (Калифорнија) у 63. години живота од асфиксије. Полиција је убрзо потврдила да је смрт наступила као последица самоубиства вешањем. Обдукција је показала да је боловао од деменције Левијевог тела.

## Филмографија
| Улоге Робина Вилијамса |                                      |                                           |                                                | |
| Година                 | Српски назив                         | Изворни назив                             | Улога                                          | Напомена |
| 1980.                  | Попај                                |                                           | Попај                                          | |
| 1982.                  | Свет по Гарпу                        |                                           | Т. С. Гарп                                     | |
| 1983.                  |                                      |                                           | Доналд Квинел                                  | |
| 1984.                  | Москва на Хадсону                    |                                           | Владимир Иванов                                | номинација — Златни глобус за најбољег глумца у играном филму (мјузикл или комедија) |
| 1986.                  |                                      | Seize the Day                             | Томи Вилхелм                                   | |
| 1986.                  | Клуб рај                             |                                           | Џек Моникер                                    | |
| 1986.                  | Најлепша времена                     |                                           | Џек Данди                                      | |
| 1987.                  | Добро јутро, Вијетнаме               |                                           | Адријан Кронауер                               | Златни глобус за најбољег глумца у играном филму (мјузикл или комедија) номинација — Оскар за најбољег главног глумца номинација — БАФТА за најбољег глумца у главној улози                                                                                 |
| 1988.                  | Пустоловине барона Минхаузена        | The Adventures of Baron Munchausen        | краљ месеца                                    | |
| 1988.                  |                                      | Portrait of a White Marriage              | продавац клима уређаја                         | |
| 1988.                  |                                      | Rabbit Ears: Pecos Bill                   | наратор                                        | |
| 1989.                  | Друштво мртвих песника               |                                           | Џон Китинг                                     | номинација — Оскар за најбољег главног глумца номинација — БАФТА за најбољег глумца у главној улози номинација — Златни глобус за најбољег главног глумца у играном филму (драма)                                                                           |
| 1990.                  | Продавац аутомобила                  |                                           | Џои О’Брајан                                   | |
| 1990.                  | Буђења                               |                                           | др Малком Сејер                                | Награда Националног одбора критичара за најбољег глумца номинација — Златни глобус за најбољег главног глумца у играном филму (драма) |
| 1991.                  | Поново мртав                         |                                           | др Кози Карлајл                                | |
| 1991.                  | Краљ рибара                          |                                           | Пари                                           | Златни глобус за најбољег глумца у играном филму (мјузикл или комедија) номинација — Оскар за најбољег главног глумца Награда Сатурн за најбољег глумца (филм)                                                                                              |
| 1991.                  | Кука                                 |                                           | Питер Банинг / Петар Пан                       | |
| 1991.                  |                                      | Rabbit Ears: The Fool and the Flying Ship | наратор                                        | |
| 1992.                  | Играчке                              |                                           | Лесли Зиво                                     | |
| 1992.                  | Аладин                               |                                           | дух                                            | глас Награда Сатурн за најбољу споредну мушку улогу (филм) |
| 1992.                  |                                      | The Timekeeper                            | чувар времена                                  | глас |
| 1992.                  |                                      | FernGully: The Last Rainforest            | Бати Кода                                      | глас |
| 1993.                  | Госпођа Даубтфајер                   |                                           | Данијел Хилард / госпођа Јуфиџенаја Даубтфајер | Златни глобус за најбољег глумца у играном филму (мјузикл или комедија) |
| 1993.                  | Бити човек                           |                                           | Хектор                                         | |
| 1994.                  |                                      |                                           | отац                                           | |
| 1995.                  | Џуманџи                              |                                           | Алан Париш                                     | |
| 1995.                  |                                      |                                           | Џон Џејкоб Џинглхајмер Шмит                    | |
| 1995.                  | Девет месеци                         |                                           | др Косевич                                     | |
| 1996.                  | Аладин и краљ лопова                 |                                           | дух                                            | глас |
| 1996.                  | Хамлет                               |                                           | Озрик                                          | |
| 1996.                  | Тајни агент                          |                                           | професор                                       | |
| 1996.                  | Џек                                  |                                           | Џек Чарлс Пауел                                | |
| 1996.                  | Кавез за лудаке                      |                                           | Арманд Голдман                                 | Награда Удружења филмских глумаца за најбољу филмску поставу номинација — МТВ филмска награда за најбољи филмски дуо |
| 1997.                  | Добри Вил Хантинг                    |                                           | Шон Магвајер                                   | Оскар за најбољег споредног глумца Награда Удружења филмских глумаца за најбољег глумца у споредној улози номинација — Златни глобус за најбољег споредног глумца у играном филму номинација — Награда Удружења филмских глумаца за најбољу филмску поставу |
| 1997.                  | Флабер                               |                                           | професор Филип Брејнард                        | |
| 1997.                  | Хари ван себе                        |                                           | Мел                                            | |
| 1997.                  | И ја сам твој тата                   |                                           | Дејл Патли                                     | |
| 1998.                  | Печ Адамас                           |                                           | Хантер 'Печ' Адамс                             | номинација — Златни глобус за најбољег глумца у играном филму (мјузикл или комедија) |
| 1998.                  | Док будан сањам                      |                                           | Крис Нилсен                                    | |
| 1999.                  | Двестогодишњи човек                  |                                           | Ендру Мартин                                   | |
| 1999.                  | Јаков лажов                          |                                           | Јаков Хајм                                     | |
| 2001.                  | Вештачка интелигенција               |                                           | доктор Ноу                                     | глас |
| 2002.                  | Несаница                             |                                           | Волтер Финч                                    | номинација — Награда Сатурн за најбољу споредну мушку улогу (филм) |
| 2002.                  | Смрт Цмокију                         |                                           | 'Рејнбоу' Рандолф Смајли                       | |
| 2002.                  | Забрањене фотографије                |                                           | Симор „Си” Париш                               | Награда Сатурн за најбољег глумца (филм) номинација — Онлајн награда Друштва филмских критичара за најбољу главну мушку улогу |
| 2004.                  | Ноел                                 |                                           | Чарли Бојд                                     | |
| 2004.                  |                                      |                                           | Папас                                          | |
| 2004.                  | Последњи рез                         |                                           | Алан В. Хакман                                 | |
| 2005.                  | Велика бела превара                  |                                           | Пол Барнел                                     | |
| 2005.                  | Роботи                               |                                           | Фендер                                         | глас |
| 2006.                  | Случајни председник                  |                                           | Том Добс                                       | |
| 2006.                  | Ноћ у музеју                         |                                           | Теодор Рузвелт                                 | |
| 2006.                  | Плес малог пингвина                  |                                           | Рамон/Лавлејс                                  | глас |
| 2006.                  | Лудо летовање                        |                                           | Боб Манро                                      | |
| 2006.                  | Ноћни слушалац                       |                                           | Габријел Нун                                   | |
| 2007.                  | Дозвола за венчање                   |                                           | Френк                                          | |
| 2007.                  |                                      |                                           | Максвел 'Визард' Волас                         | |
| 2009.                  | Психијатар                           |                                           | Холден                                         | |
| 2009.                  | Најбољи тата на свету                |                                           | Ланс Клајтон                                   | |
| 2009.                  | Ноћ у музеју 2: Битка за Смитсонијан |                                           | Теодор Рузвелт                                 | |
| 2009.                  | Маторе џукеле                        |                                           | Ден Рејберн                                    | |
| 2011.                  | Плес малог пингвина 2                |                                           | Рамон/Лавлејс                                  | глас |
| 2013.                  | Венчање године                       |                                           | отац Монихан                                   | |
| 2013.                  | Лице љубави                          |                                           | Роџер                                          | |
| 2013.                  | Батлер                               |                                           | Двајт Д. Ајзенхауер                            | |
| 2014.                  | Најљући човек у Бруклину             |                                           | Хенри Алтман                                   | |
| 2014.                  | Ноћ у музеју: Тајна гробнице         |                                           | Теодор Рузвелт                                 | |
| 2014.                  | Булевар                              |                                           | Нолан Мак                                      | |
| 2014.                  | Срећан проклети Божић                |                                           | Мич Мичлер                                     | |
| 2015.                  |                                      |                                           | пас Денис                                      | глас |

## Дискографија
| Година | Назив | Издавач |
| ------ | ----- | ------- |
| 1977.  |       |         |
| 1983.  |       |         |
| 1986.  |       |         |
| 1988.  |       |         |
| 2002.  |       |         |